# Список персонажів всесвіту «Відьмака»
Вигаданий усесвіт саги «Відьмак» був створений польським письменником Анджеєм Сапковським в однойменному фентезійному циклі книжок. Нижче перелічені герої, які були представлені в серіалі «Відьмак» 2019 року.

## Головні герої

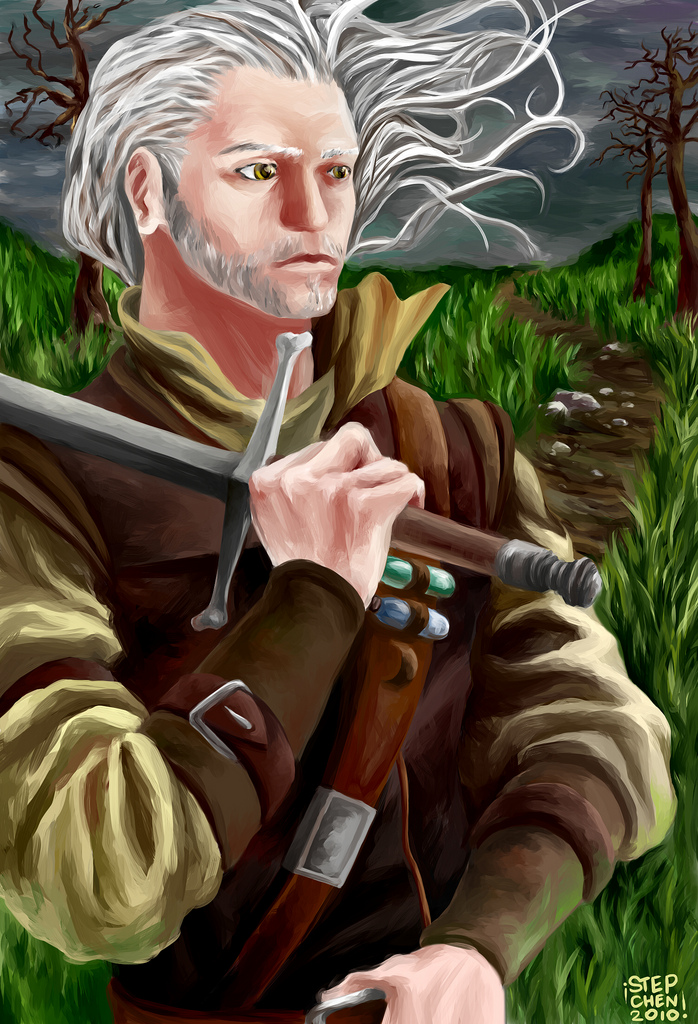

### Ґеральт з Рівії
Ґеральт з Рівії (пол. Geralt z Rivii), відомий також як Ґвінблейд (Gwynnbleid, «Білий вовк» — ім'я, дане йому дріадами), або «М'ясник Блавікена», — відьмак і головний герой однойменного циклу книжок та його екранізацій. Він є втіленням «неоліберального антиполітичного» духу польської популярної культури 1990-х років.
Ґеральта зіграв Міхал Жебровський в польській телевізійній екранізації «Відьмак» (телесеріал, 2002), а також Генрі Кавілл в екранізації від Netflix.

### Єннефер з Венґерберґа

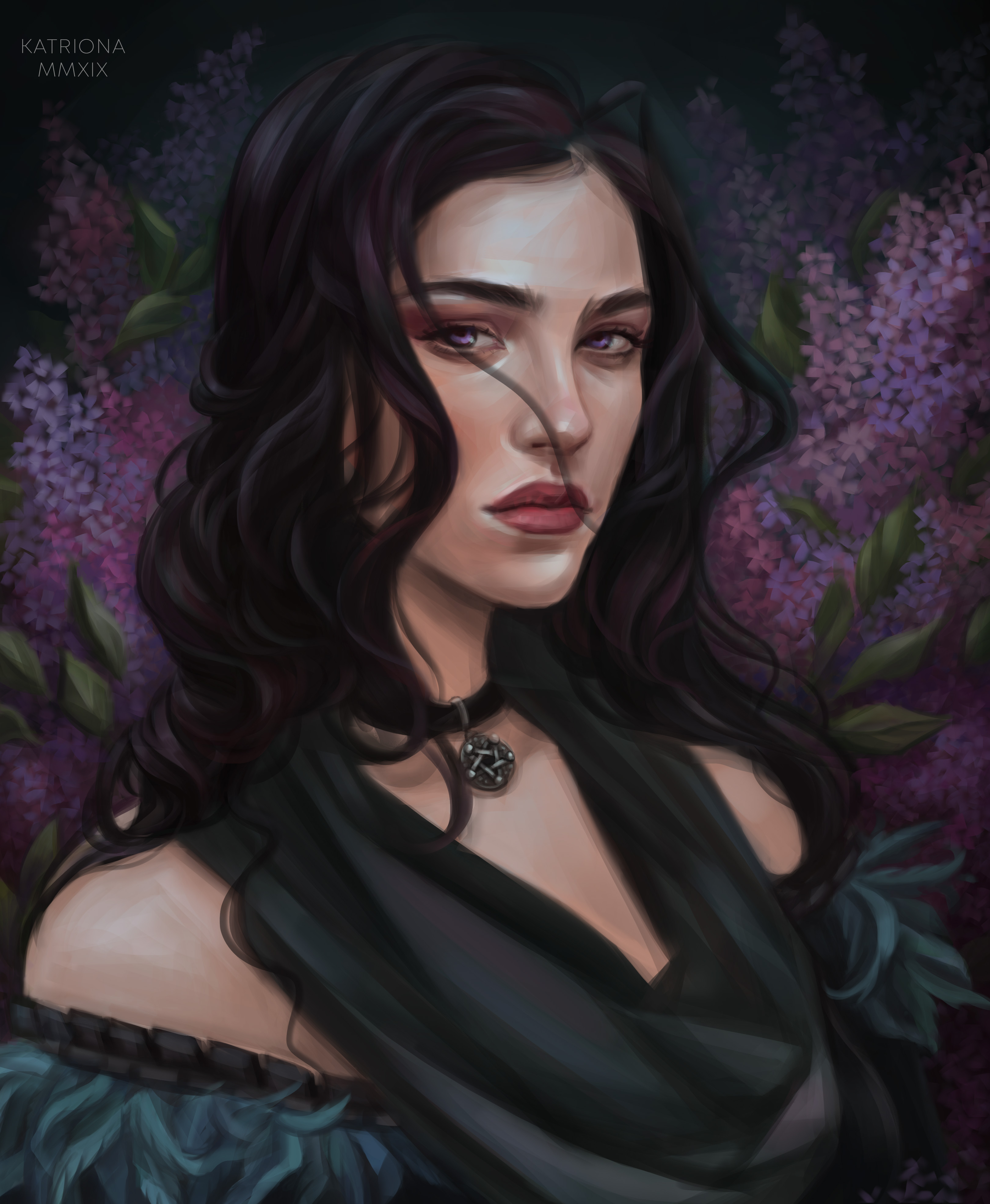

Чаклунка Єннефер з Венґерберґу (також відома як Єн або Єнна) (пол. Yennefer z Vengerbergu) вперше була згадана в збірці коротких історій «Останнє бажання», а саме — в коротких оповіданнях «Останнє бажання» та «Голос розуму». Вона продовжувала з'являтися в інших оповіданнях про Відьмака і є однією з головних героїнь саги «Відьмак».
Єннефер — «споріднена душа» Ґеральта, хоча їхні відносини складні і сповнені драмою. І Ґеральт, і Єннефер — безплідні, що збільшує трагедію їхніх стосунків. Єннефер важко сприймає факт свого безпліддя і випробовує різні методи відновлення здатності народжувати. Єннефер стала названою матір'ю для Цірі, коли навчала її та доглядала за нею під час перебування в Еландері, і таким чином втілила свою мрію про власну дитину.
Єннефер народилася у Венґерберзі, столиці королівства Едірн, у 1173 році. Вона одна з найсильніших магів на континенті, перевершити її можуть лише одиниці. Вона є наймолодшим членом Ради чаклунів, а згодом стала членом Ложі чарівниць. Під час битви за Содден-Хілл її засліпила Фрінґілла Віго, нільфгаардська чарівниця, проте зір Єннефер магічно відновився.
Єннефер славиться своєю красою, хоча під час подій у «Вежі Ластівки», їй було 94 роки. Вона завжди одягалася в чорно-білий одяг і використовувала парфуми з бузку та аґрусу. У неї були фіолетові очі і чорне волосся. Перш ніж стати чарівницею, вона була горбатою, але її деформації виправила Тіссая де Вріс, коли Йен була ученицею. Наприкінці подій, описаних у книгах, життя Єннефер закінчується смертельним пораненням, коли вона намагається вилікувати Ґеральта, і разом з ним потрапляє у світ Цірілли під назвою Камелот, де вони живуть на острові.
У польському фільмі «Відьмак» (2001) та однойменному телесеріалі (2002) роль Єннефер виконала Гражина Вольщак[pl]. У вебсеріалі Netflix «Відьмак» (2019) її роль виконує Аня Чалотра.

### Цірілла (або Цірі)

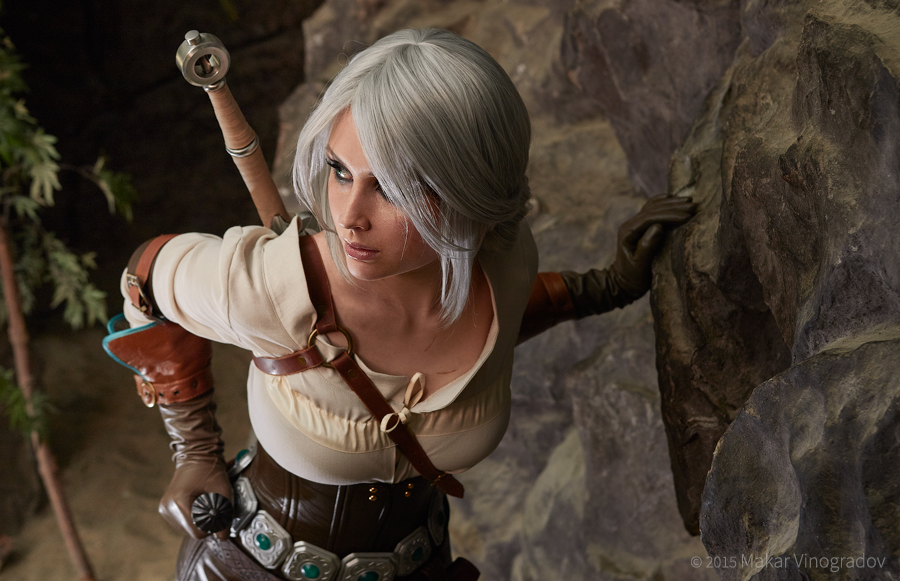

Цірілла Фіона Елен Ріаннон, відома як Цірі, Леді Часу і Простору, королева Цинтри, княжна Бруґґе і Соддії, спадкоємиця Ініс ард Скелліге і Ініс Ан Скелліге, сюзеренка Аттре і Абб Ярра, також відома як Левеня з Цінтри або Фалька, онука королеви Каланте, — доля Ґеральта та його названа дочка. Цірі — нащадок Лари Доррен і має Старшу Кров (кров ельфів), що дає їй доступ до сил, які дозволяють пересікати простір і час.
Цірі — дочка Паветти, принцеси Цінтри, і герцога Дані (ім'я, під яким ховався наслідний принц Нільфгардської Імперії Емгир вар Емрейс), народилася в травні 1252 року (за літочисленням Саги).
У серіалі Ціріллу зіграла актриса Фрея Аллан.

## Другорядні персонажі

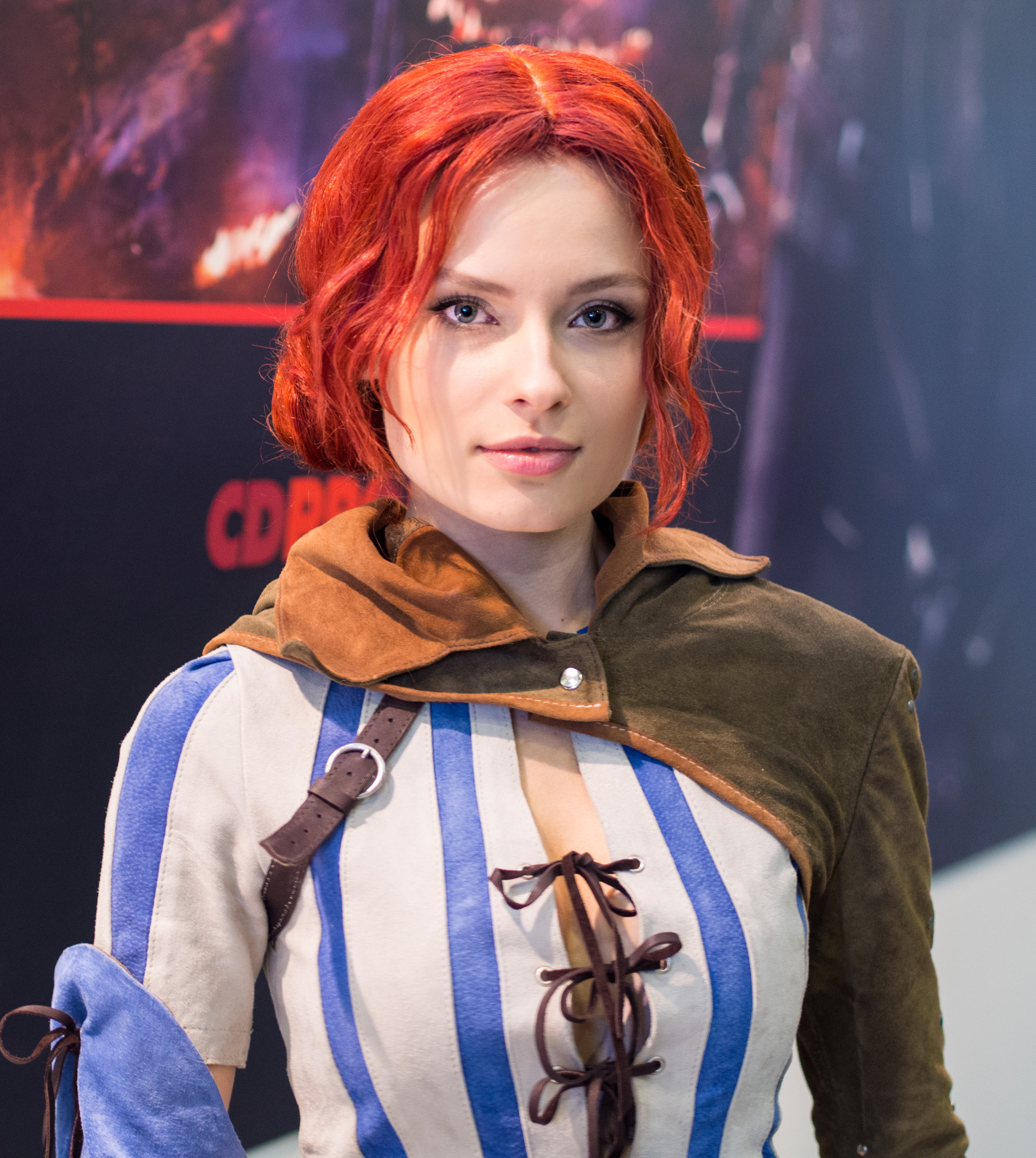

### Трісс Мерігольд
Трісс Мерігольд із Марибора. Певний час піклувалася про Цірі, коли та перебувала в Каер-Морхені. Закохана у відьмака Ґеральта з Ривії.
Образ Трісс Мерігольд із комп'ютерної гри «Відьмак 2: Убивці королів» (2011 рік) з'явився як дівчина на обкладинці в польському виданні Playboy у травні 2011 року.
У серіалі Трісс Мерігольд зображена Анною Шаффер. У книжках волосся Трісс є каштанового кольору, тоді як у відеоіграх воно радше руде.

### Любисток
Джуліан Альфред Панкрац, віконт де Леттенхоф, більше відомий як Любисток (або Жовтець, або Яскір, від пол. Jaskier) — поет, менестрель, бард і найкращий друг Ґеральта. Деякі з його відомих балад були про стосунки Ґеральта та Йеннефер. На момент подій саги йому було вже за 40, хоча казали, що він виглядав на 30, і його часто приймали за ельфа.
У серіалі Любистка зіграв Джої Беті.

### Мишовур
Мишовур (пол. Myszowór, Ерміон у відеогрі «Відьмак 3: Дикий гін» 2015 року) — друїд з островів Скелліе та добрий друг Ґеральта. Він допомагає виростити Цірі перед різаниною в Цинтрі.
У серіалі Мишовура грає Адам Леві.

### Королева Каланте
Каланте — королева Цинтри та бабуся Цірі. Вона помирає під час різанини в Цинтрі.

У серіалі королеву Каланте зображує Джодхі Мей.